# Salvador Gómez Álvarez
Salvador Gómez, más conocido como El Tepa 2, es un futbolista mexicano, hermano del jugador Gregorio Gómez. Jugó para el Club Deportivo Guadalajara de 1954 a 1958. 

## Clubes
| Club        | País   | Año         |
| ----------- | ------ | ----------- |
| Guadalajara | México | 1954 - 1958 |